# Pistolet Colt M1905
Colt Model 1905 – amerykański pistolet samopowtarzalny skonstruowany przez Johna Mosesa Browninga.

## Historia
Na początku XX wieku US Army rozpoczęła poszukiwania następcy rewolweru Colt M1892. W 1900 roku przeprowadzono testy kilku rewolwerów oraz pistoletów samopowtarzalnych. W wyniku testów za najbardziej perspektywiczna konstrukcje uznano pistolet Colt M1900 skonstruowany przez Johna Browninga.
W latach 1900–1902 armia amerykańska zakupiła kilkaset pistoletów M1900 i ich udoskonalonej wersji Colt M1902. Pomimo pozytywnych ocen użytkowników obie konstrukcje uznano za nie spełniające wymogów z powodu zbyt małego kalibru (oba te pistolety były zasilane nabojem .38 ACP (9 × 23 mm SR)). Próba powiększenia kalibru i zastosowania amunicji .41 ACP (10,2 × 23 mm SR) skończyła się porażką. Eksperymentalny pistolet M1903 kalibru .41 ACP (nie mylić z seryjnymi M1903 Pocket Hammer i M1903 Pocket Hammerless) okazał się bronią zawodną, w której często pękały nadmiernie obciążone osie łączników łączących lufę ze szkieletem (łączniki znajdowały się na początku i końcu lufy).
W 1904 roku Służba Uzbrojenia Armii Amerykańskiej powołała komisję która miała określić jakie parametry powinien mieć nabój do broni krótkiej. komisja po przebadaniu 10 naboi o kalibrze od 7,65 mm (7,65 x 22 mm Parabellum) do 12,1 mm (.476 Eley). W wyniku prób komisja, której przewodniczyli ppłk John T. Thompson i płk lekarz Louis A. LaGarde, zarekomendowała przyjęcie do uzbrojenia naboju kalibru 11,43 mm (0,45"), z pociskiem o masie 12,9-14,9 g i prędkości początkowej co najmniej 245 m/s.
W momencie oficjalnego ogłoszenia w 1904 roku wstępnych ustaleń komisji Thompsona-LaGarde John Browning był w stanie przedstawić nowy pistolet kalibru .45. Był on zasilany nowym nabojem składającym się z łuski naboju .45LC, którą wyposażono w kryzę z wtokiem i pocisku o masie 15,23 g. Nowy pistolet Browninga okazał się jednak konstrukcją całkowicie nieudana. Zastosowanie naboju z bardzo długa łuska (33 mm długości) powodowało częste zacięcia, często pękały także osie łączników. Dodatkowo okazało się, że ciężki pocisk ma zbyt niska prędkość wylotową.
W 1905 roku firmy Colt i Winchester wspólnie opracowały nabój .45 ACP. Miał on łuskę długości 23 mm i pocisk o masie 12,95 g i prędkości początkowej 260 m/s. Do zasilania nowym nabojem przystosowano pistolet Browninga z 1904 roku.
Nowy pistolet podobnie jak M1900 i M1902 działał na zasadzie krótkiego odrzutu lufy, z ryglowaniem przez obniżenie lufy. Ponieważ testy pistoletu Colt M1903 Pocket Hammer wykazały, że skrócenie lufy zmniejsza siły działające na osie łączników nowy prototyp był wyposażony w krótszą lufę o długości 127 mm. Jak wykazały testy skrócenie lufy nie tylko poprawiło funkcjonowanie automatyki pistoletu, ale także wzrosła celność.
31 stycznia 1905 roku szef służby uzbrojenia US Army rozesłał do producentów amerykańskich i przedstawicieli firm zagranicznych zapytanie o pistolet automatyczny lub rewolwer kalibru .45 nadający się do uzbrojenia przede wszystkim kawalerii i lekkiej artylerii. Konkurs dopuszczał do prób wszystkich chętnych. Jedynym warunkiem było przedstawienie broni strzelającej nabojem dostarczonym przez organizatora.
W wyniku prób w których udział wzięły rewolwery Colt New Service i Smith & Wesson, rewolwer samopowtarzalny Webley-Frosberry, oraz pistolety Colt M1905, Savage Military Model, Parabellum, White-Merril, Knoble i Bergmann. W wyniku prób jako rozwiązanie tymczasowe postanowiono przyjąć do uzbrojenia rewolwer Colta. Broń docelowa miała zostać wyłoniona w wyniku prób pistoletów Savage i Colt w jednostkach.
Firma Colt dostarczyła na kolejne próby wojskowe zmodyfikowana wersję pistoletu M1905 oznaczoną jako M1907. Próby tej broni zakończyły się kompletnym niepowodzeniem, ale dalszy rozwój tej konstrukcji doprowadził do powstania pistoletu M1911, który przyjęty do uzbrojenia w 1911 roku pozostawał przepisową bronią żołnierzy amerykańskich przez następne 70 lat.
Jednocześnie z próbami wojskowymi od 1905 roku trwała produkcja pistoletu Model 1905 na rynek cywilny. Część pistoletów przystosowano do montażu przyłączanej kolby (pistoletów w tej wersji wyprodukowano 440, 408 z nich zostało sprzedane łącznie z kolbami, pozostałe bez).
W 1913 roku zakończono sprzedaż pistoletów M1905 z wersji z dołączana kolbą. Wersja bez kolby znajdowała się w ofercie Colta do 1917 roku. Pistolet M1905 przez cały okres produkcji nie przeszedł większych modernizacji. Jedyna większą zmiana było zastąpienie ok. 1912 roku kurka z okrągłą główka kurkiem z ostrogą.

## Opis
Colt M1905 był bronią samopowtarzalną. Zasada działania oparta na krótkim odrzucie lufy. Zamek ryglowany trzema ryglami, odryglowanie przez obniżenie lufy. Obniżenie lufy powodowały dwa łączniki (na początku i końcu lufy). Mechanizm spustowy bez samonapinania z kurkowym mechanizmem uderzeniowym. Kurek zewnętrzny. Broń nie posiadała bezpiecznika.
Colt M1905 był zasilany z wymiennego, jednorzędowego magazynka pudełkowego o pojemności  8 naboi, umieszczonego w chwycie. Zaczep magazynka w dolnej części chwytu. Po wystrzeleniu ostatniego naboju zamek zatrzymywany był w tylnym położeniu przez zatrzask zamkowy.
Lufa gwintowana. Przyrządy celownicze mechaniczne (muszka i szczerbinka).